# رشته‌کوه باغران
رشته‌کوهِ باغران ۱۰۰ کیلومتر طول و ۱۳ کیلومتر عرض دارد و در جهت شمال غرب - جنوب شرق از نزدیکی شهر خوسف آغاز گشته و پس از گذر از جنوب شهر بیرجند، تا شهر سربیشه ادامه می‌یابد. بلندترین ارتفاع آن ۲۷۰۶ متر و در نزدیکی مزار کاهی و در کنار روستای چنشت واقع است.

## نام‌شناسی
نام این کوه از ترکیب دو جزء باغ و ران (پسوند مکان) به دست آمده است و به معنی محل باغ و درختستان است. دلیل این نامگذاری کهن، وجود چشمه‌ساران و باغ‌های زیادی است که در دره‌ها و کوهپایه‌های آن وجود دارد (به نقل از بهارستان آیتی).

## دیرینگی
در رشته کوه باغران، رد پای حیوانات عظیم الجثه مربوط به ۳۰ تا ۵۰ میلیون سال قبل به روی لایه‌های موسوم به فلیش در صخره‌های مربوط به دوران سوم زمین‌شناسی و به صورت حفره‌های بیضی شکل در حد فاصل روستاهای روشناوند و چهکند در سال ۱۳۷۷ کشف شده است.
کال جنگال یکی از سنگ نگاره‌ها و سنگ نبشته‌های برجای مانده از ایران باستان در نزدیکی ییلاق رچ (حد فاصل بیرجند و خوسف) است که برآورد می‌شود مربوط به دوره اشکانیان باشد. این مجموعه شامل سنگ نگارهٔ نبرد یک جنگاور با یک شیر و نیز سنگ نبشته‌هایی به خط پهلوی است.
در بخش شرقی این کوه مزار کاهی قرار دارد که گفته می‌شود آرامگاه خواهر علی بن موسی الرضا است.  غار چنشت، سنگ نگاره‌های لاخ مزار کوچ و کال جنگل در این رشته کوه واقع شده‌اند. در میان دره‌های این رشته کوه، زیباترین روستاهای شهرستان بیرجند قرار دارند.
بند عمرشاه و بند دره دو سد تاریخی هستند که بر آب راه‌های این کوه احداث شده‌اند.

## منبع
1. ↑  «اکوتوریسم استان خراسان جنوبی، اداره کل محیط زیست خراسان جنوبی». بایگانی‌شده از اصلی در ۲۶ ژانویه ۲۰۰۹. دریافت‌شده در ۲۳ دسامبر ۲۰۰۸.